# Verania Willis
Verania Willis (ur. 23 września 1979) – kostarykańska siatkarka, grająca jako przyjmująca. Obecnie występuje w drużynie UNED.